# Гросс, Майкл
Майкл Эдвард Гросс (англ. Michael Edward Gross) — актёр кино и тетра (Бродвей, Офф-Бродвей).

## Биография
Майкл Гросс родился в 1947 году в Чикаго, штат Иллинойс, в семье изготовителя инструментов Уильяма Оскара Гросса и телефонного оператора Вирджинии Рут Гросс (в девичестве Кахилл). Имеет немецкие, ирландские, английские и шотландские корни. Майк и его младшая сестра Мэри воспитывались как католики.
Получил степень магистра искусств в драматической школе при Йельском университете.
Некоторое время работал в театре, затем переехал в Нью-Йорк, чтобы продолжить карьеру актёра.
Это в конечном итоге привело к его первой успешной роли в шоу «Семейные узы» (англ. Family Ties) (1982).
Всего Гросс сыграл около ста ролей; самая известная — роль эксцентричного охотника на грабоидов Берта Гаммера из франшизы «Дрожь земли» («Tremors»). Говоря об участии Майкла Гросса в этом фильме, Российская газета отмечает, что несмотря на то, что артист разменял восьмой десяток, он выглядит «по-прежнему огурцом».

## Фильмография
| Год       |    | Русское название                  | Оригинальное название              | Роль                |
| --------- | -- | --------------------------------- | ---------------------------------- | ------------------- |
| 1980      | ф  | Лучше скажи, что ты хочешь        | Just Tell Me What You Want         | Лотар               |
| 1982—1989 | с  | Семейные узы                      | Family Ties                        | Стивен Китон        |
| 1985      | ф  | Семейные узы на каникулах         | Family Ties Vacation               | Стивен Китон        |
| 1988      | ф  | Большой бизнес                    | Big Business                       | Доктор Джей Маршалл |
| 1990      | ф  | Дрожь земли                       | Tremors                            | Берт Гаммер         |
| 1991      | ф  | Холодный, как лёд                 | Cool as Ice                        | Гордон Уинслоу      |
| 1996      | ф  | Дрожь земли 2: Повторный удар     | Tremors 2: Aftershocks             | Берт Гаммер         |
| 1996      | ф  | Иногда они возвращаются… снова!   | Sometimes They Come Back... Again! | Джон Портер         |
| 2001      | ф  | Дрожь земли 3                     | Tremors 3: Back to Perfection      | Берт Гаммер         |
| 2003      | с  | Дрожь                             | Tremors                            | Берт Гаммер         |
| 2004      | ф  | Дрожь земли 4: Легенда начинается | Tremors 4: The Legend Begins       | Хайрем Гаммер       |
| 2009      | ф  | Только спокойствие                | Stay Cool                          | Мистер Маккарти     |
| 2012      | ф  | Атлант расправил плечи: Часть 2   | Atlas Shrugged: Part II            | Тэд "Базз" Киллман  |
| 2015      | ф  | Дрожь земли 5: Кровное родство    | Tremors 5: Bloodlines              | Берт Гаммер         |
| 2015      | мф | Билал                             | A New Breed of Hero                | Укба ибн Абу Муайт  |
| 2018      | ф  | Дрожь земли: Холодный день в аду  | Tremors: A Cold Day in Hell        | Берт Гаммер         |
| 2020      | ф  | Дрожь земли: Остров крикуна       | Tremors: Shriker Island            | Берт Гаммер         |